# Vincent Kipruto

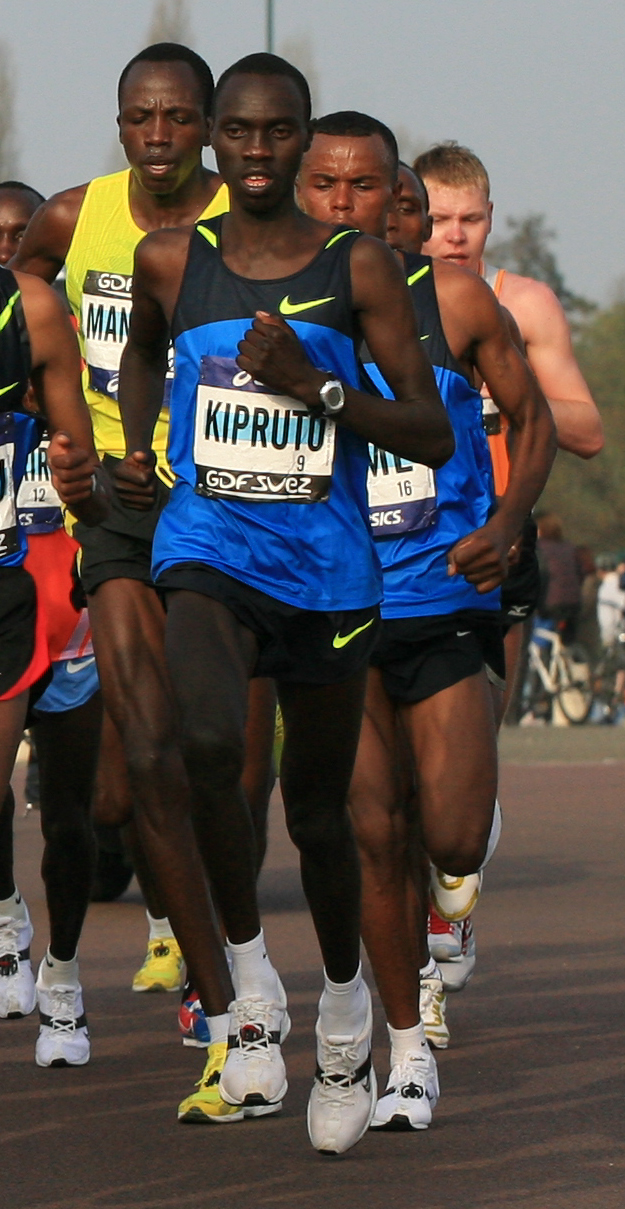
Vincent Kipruto beim Paris-Marathon 2009

Vincent Kipruto (* 13. September 1987) ist ein kenianischer Marathonläufer.
Nachdem er bei seiner Premiere über die 42,195-km-Distanz Dritter des Reims-Marathons 2008 in 2:08:16 h geworden war, sorgte er beim Paris-Marathon 2009 für eine Überraschung, als er sich in einem der bis dahin schnellsten Läufe der Geschichte gegen fünf weitere Läufer durchsetzte, die unter 2:07 blieben. Mit 2:05:47 brach Kipruto den alten Streckenrekord von 2003 um 46 Sekunden. Im Herbst wurde er Dritter beim Chicago-Marathon.
Im Jahr darauf wurde er Elfter beim Abu-Dhabi-Halbmarathon, Dritter beim Rotterdam-Marathon und Fünfter in Chicago.
2011 holte er nach einem zweiten Platz in Rotterdam bei den Leichtathletik-Weltmeisterschaften in Daegu die Silbermedaille mit einer Zeit von 2:10:06. Im Jahr darauf wurde er Sechster bei Roma – Ostia. Beim London-Marathon belegte er den 13. und beim Hengshui-Marathon den neunten Platz.
2013 wurde er Zweiter beim Egmond-Halbmarathon und gewann den Biwa-See-Marathon, den Lille-Halbmarathon sowie den Frankfurt Marathon.
Am 2. Januar 2016 gewann er den Xiamen-Marathon mit einer Zeit von 2:10:18 h.

## Persönliche Bestzeiten
- Halbmarathon: 1:00:19 h, 5. September 2015, Lille
- Marathon: 2:05:13 h, 11. April 2010, Rotterdam